# Sergi Moreno
Sergi Moreno Marín (ur. 25 listopada 1987 w Escaldes-Engordany) – andorski piłkarz występujący na pozycji napastnika. Zawodnik klubu Inter Club d’Escaldes.

## Kariera klubowa
Moreno seniorską karierę rozpoczął w 2003 roku w andorskim klubie FC Andorra, grającym w jednej z regionalnych lig Hiszpanii. W 2004 roku przeszedł do hiszpańskiego drugoligowca UE Lleida. W 2005 roku odszedł do rezerw zespołu Getafe CF. Następnie grał w czwartoligowych drużynach SE Eivissa-Ibiza, Gimnástico Alcázar oraz Hellín Deportivo.
W 2011 roku Moreno został graczem włoskiego klubu USD Forte dei Marmi, grającego w lidze regionalnej. Na początku 2012 roku podpisał zaś kontrakt z albańską ekipą Vllaznia Szkodra. W tym samym roku zajął z nią 7. miejsce w Kategoria Superiore.

## Kariera reprezentacyjna
W reprezentacji Andory Moreno zadebiutował 14 kwietnia 2004 roku w zremisowanym 0:0 towarzyskim meczu z Chinami.